# Дмитрий Буликин
Дмитрий Буликин е бивш руски футболист, нападател. Типична „деветка“, притежава добра физика и игра с глава. Участник на Евро 2004 в състава на руския национален отбор, за който има 15 мача и 7 гола.

## Кариера
Кариерата му започва в школата на Локомотив. За 2 години е и в юношеските формации на ЦСКА Москва. В края на 1996 Юри Сьомин дава път на Дмитрий в първия състав на „железничарите“. На 15 април 1997 дебютира в мач за купата, сменяйки Заза Джанашая в 74 минута. На 9 май 1998 дебютира във Висшата дивизия срещу Черноморец. На 1 юли същата година вкарва и първия си гол. В 1/16 финал за КНК той вкарва 2 гола на ЦСКА Киев. През 2000 вкарва победният гол за Локо на финалът за купата срещу ЦСКА, но като цяло прави разочароващ сезон, като вкарва само 3 гола в 22 мача. След края на сезона договорът му не е подновен. Играчът получава предложения от Сампдория и Санкт Гален, но решава да остане в Русия и подписва с ФК Динамо Москва. През 2003 става голмайстор на отборът с 9 попадения и си спечелва място в националния отбор. На 6 септември 2003 той дебютира за Русия в мач срещу Ирландия. На 10 септември вкарва хеттрик на Швейцария. На Евро 2004 изиграва 3 мача и вкарва гол на бъдещия шампион Гърция. Изиграва последният си мач за „сборная“ на 13 октомври 2004 срещу Португалия. След като е национал, Буликин пожелава да играе в по-голям клуб и през август 2005 Динамо го поставя в траснферната листа, но няма оферти към него. През 2006 треньор става Юри Сьомин, и Дмитрий остава в Динамо. Дори става и капитан на отбора. След половин сезон Сьомин е уволнен, а Буликин отново се оказва ненужен.
В края на август 2007 година отива в Байер Леверкузен със свободен трансфер, но там е предимно резерва. На 19 декември 2007 вкарва 2 гола на Цюрих в купата на УЕФА. Това са първите му голове в официален мач от повече от година насам. В Бундеслигата той вкарва само 2 гола – на Енерги и на Байерн. На 18 август преминава в Андерлехт за 1 милион евро. На 30 август дебютира за отбора и вкарва 2 гола. Поради конфликт с треньора, Буликин е цял сезон резерва и в юли 2009 преминава под наем във Фортуна Дюселдорф за 1 година. На 3 август Дмитрий получава травма и е възстановен чак през януари месец.
През 2010 е даден под наем на холандския АДО Ден Хааг. Там той изживява своята втора младост, като през сезона вкарва 21 гола и става втори голмайстор на Ередивиси. На 31 август 2011 подписва договор за 1 година с Аякс. Дебютира в дербито срещу ПСВ Айндховен, като вкарва и гол. На 7 декември 2011 е избран за „Най-добър руски легионер“ от РФС. През юли 2012 преминава в Твенте. Там той често е резерва и не успява да се наложи.
През лятото на 2013 г. преминава във Волга Нижни Новгород със свободен трансфер. За Волга изиграва едва 7 мача и напуска отбора след края на сезон 2013/14.
През март 2016 г. официално обявява края на кариерата си.

## Факти
Нападателят е споменат в романа Затворисърце на Константин Трендафилов.